# フィリッポ・ラノッキア
フィリッポ・ラノッキア（Filippo Ranocchia, 2001年5月14日 - ）は、イタリア・ペルージャ出身のサッカー選手。セリエB・パレルモFC所属。ポジションはミッドフィールダー。

## 経歴
ペルージャ・カルチョの下部組織出身で、2019年1月30日にユヴェントスFCのユースへ移籍した。2019年シーズンの残り半年間はローンの形でペルージャにそのまま在籍した。当時ペルージャの監督を務めていたアレッサンドロ・ネスタに見いだされ、弱冠17歳ながらトップチームデビューを果たした。
2020年にはBチームであるU-23ユヴェントスへ昇格。出場こそなかったが、スーペルコッパ・イタリアーナやコッパ・イタリアではトップチームに召集されベンチに座った。
2021年8月31日、セリエBのLRヴィチェンツァへレンタル移籍。降格圏に沈むチームで、チャンスクリエイトやキーパス数でチームトップの数字を記録している。2022-23シーズンはACモンツァへレンタル移籍したが、公式戦16試合出場と思うように出場機会を得られなかった。2023年7月17日、エンポリFCへのレンタル移籍が発表された。
2024年1月18日、エンポリへのレンタル移籍を打ち切りパレルモFCへ移籍したことが発表された。

## タイトル

### クラブ
ユヴェントスFC
- スーペルコッパ・イタリアーナ : 2020
- コッパ・イタリア : 2020-21